# Kathedraal van Bastia

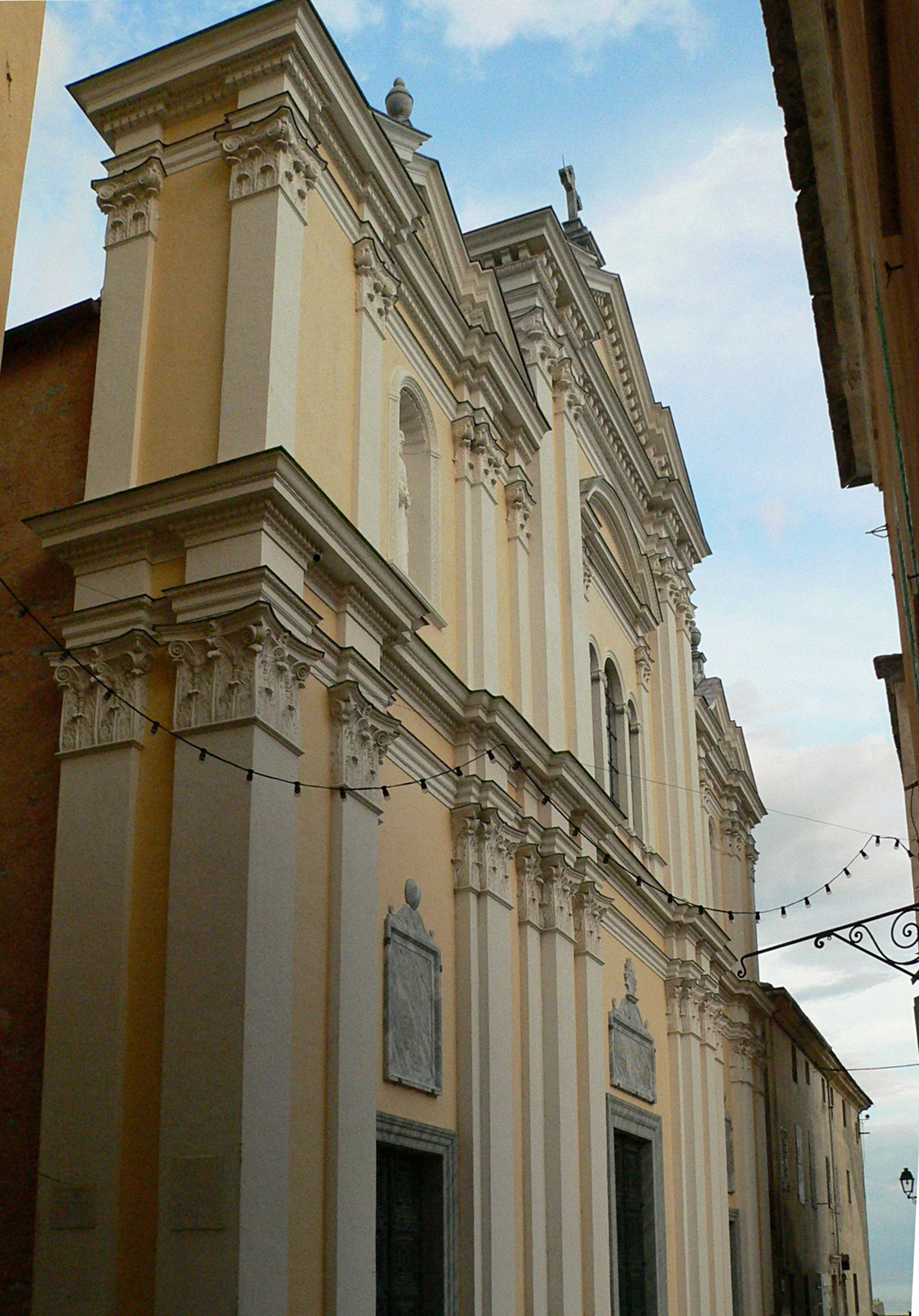
Façade

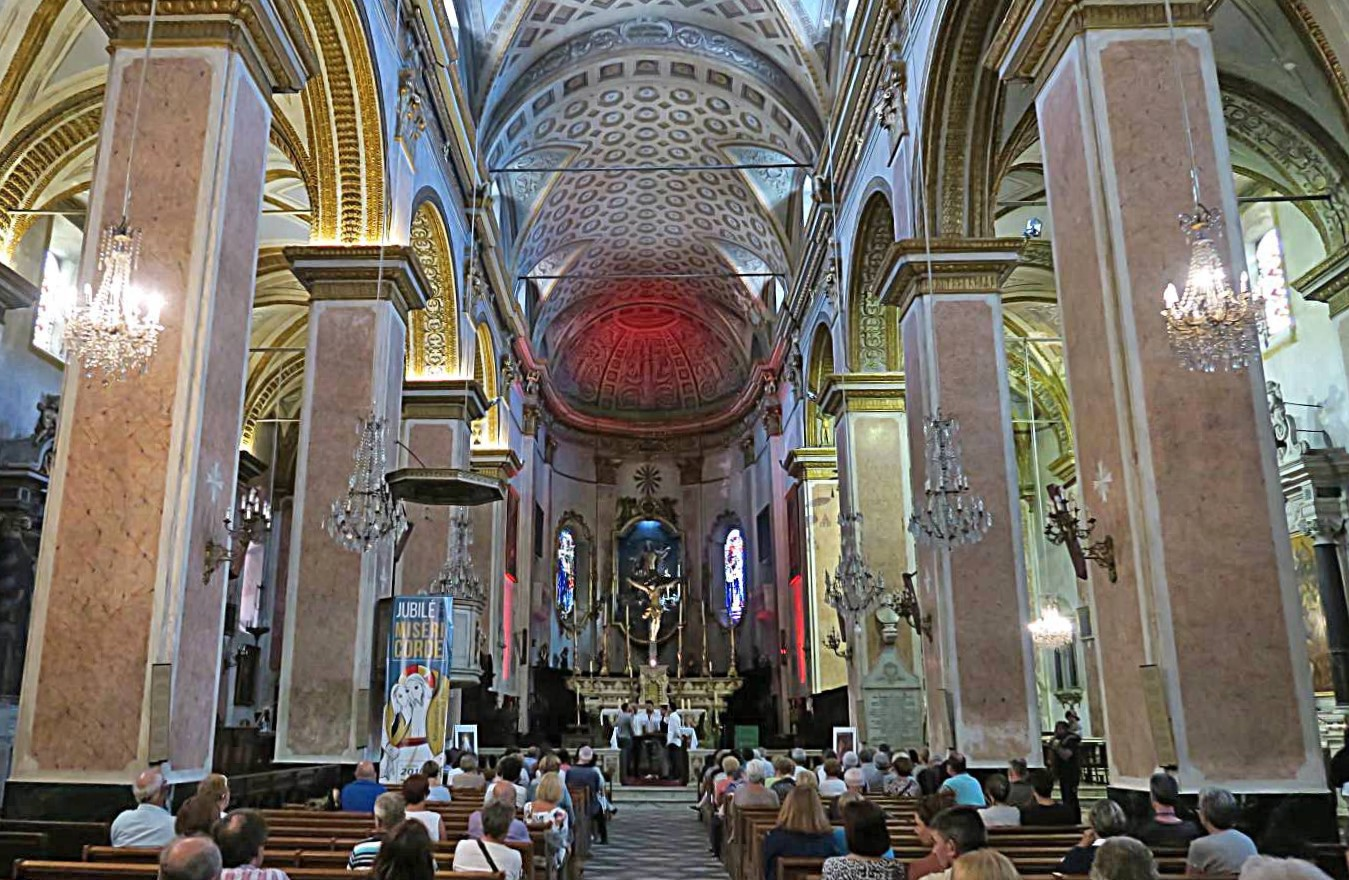
Interieur

De Kathedraal van Bastia (Frans: Cathédrale Sainte-Marie) is een rooms-katholieke kerk en voormalige kathedraal in Bastia (Corsica), gewijd aan de Tenhemelopneming van Maria.
De kerk werd gebouwd binnen de muren van de Citadel van Bastia tussen 1604 en 1619 in barokstijl. De kerk werd ingewijd op 17 juli 1625. De façade van de kerk werd gebouwd tussen 1660 en 1670, heeft twee niveaus, is verdeeld over drie frontons en is versierd met pilaren. De kerk heeft drie beuken. Het interieur is versierd met goud en veelkleurig marmer (veelal uit de 18e en 19e eeuw) en aan de gewelven hangen zeven bisschopsmijters, die eraan herinneren dat Bastia tot aan het Eerste Franse Keizerrijk een bisschopsstad was, zetel van het bisdom Mariana (van 1570 tot 1802). De voormalige bisschoppen liggen begraven in de crypte, onder het hoofdaltaar van de kathedraal. De kathedraal heeft een vierkante klokkentoren, gebouwd in 1620.
De kerk is 44,75 m lang, 23,53 m breed en 17,20 m hoog.
Het gebouw werd gerestaureerd in 1936 en in 1998 en is sinds 2000 beschermd als historisch monument.